# Saint-Étienne-Estréchoux
Saint-Étienne-Estréchoux is een gemeente in het Franse departement Hérault (regio Occitanie) en telt 262 inwoners (1999). De plaats maakt deel uit van het arrondissement Béziers.

## Geografie
De oppervlakte van Saint-Étienne-Estréchoux bedraagt 3,6 km², de bevolkingsdichtheid is 72,8 inwoners per km².

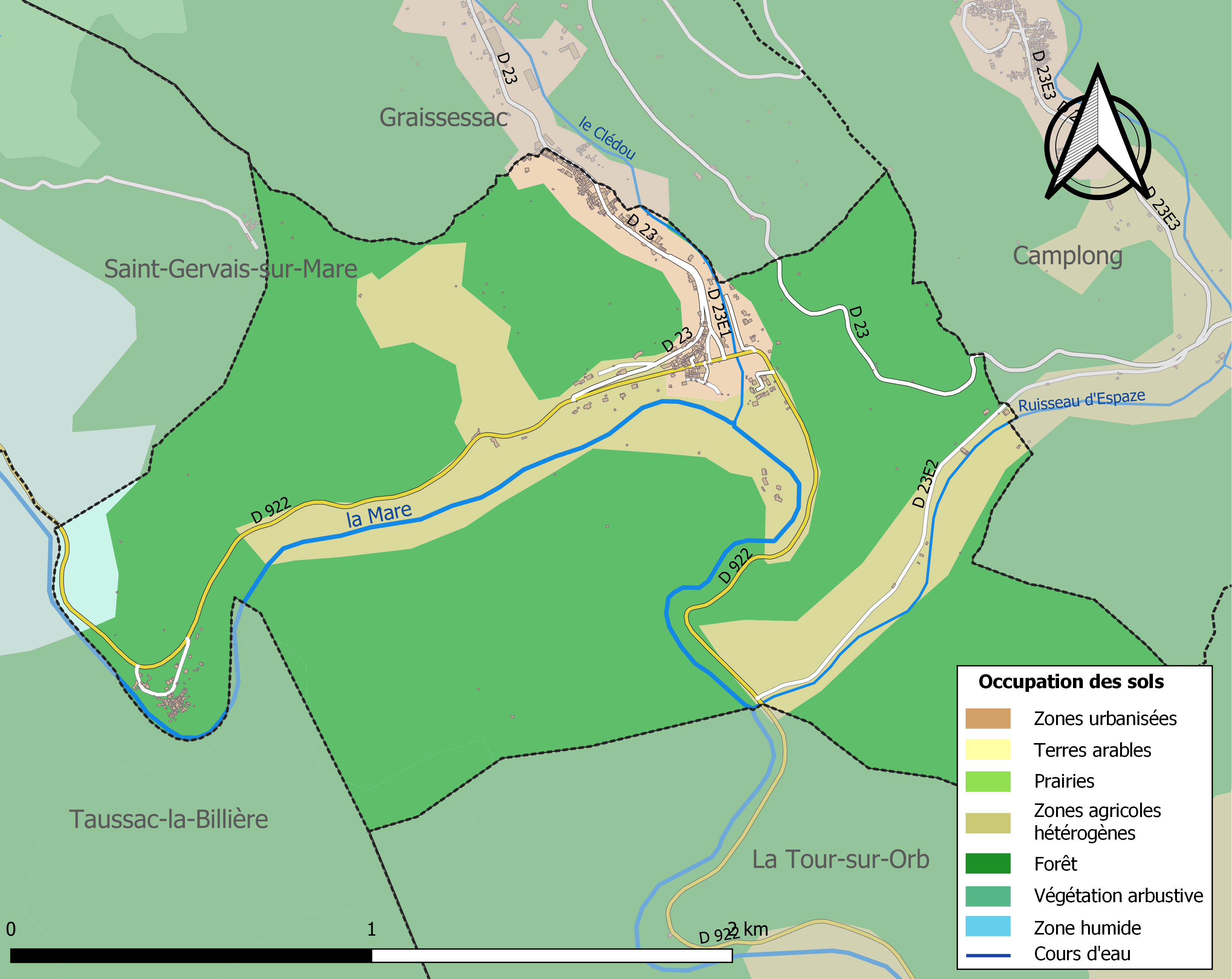
Kaart van de gemeente met de belangrijkste infrastructuur, bodemgebruik en omliggende gemeenten

## Demografie
Onderstaande figuur toont het verloop van het inwonertal (bron: INSEE-tellingen).